# XXVII Premis Goya
La XXVII edició dels Premis Goya (oficialment en castellà: Premios Anuales de la Academia "Goya") va tenir lloc al Palau de Congressos de la ciutat de Madrid (Espanya) el 17 de febrer de 2013. La cerimònia va ser presentada per Eva Hache, la presentadora de l'edició del 2012.

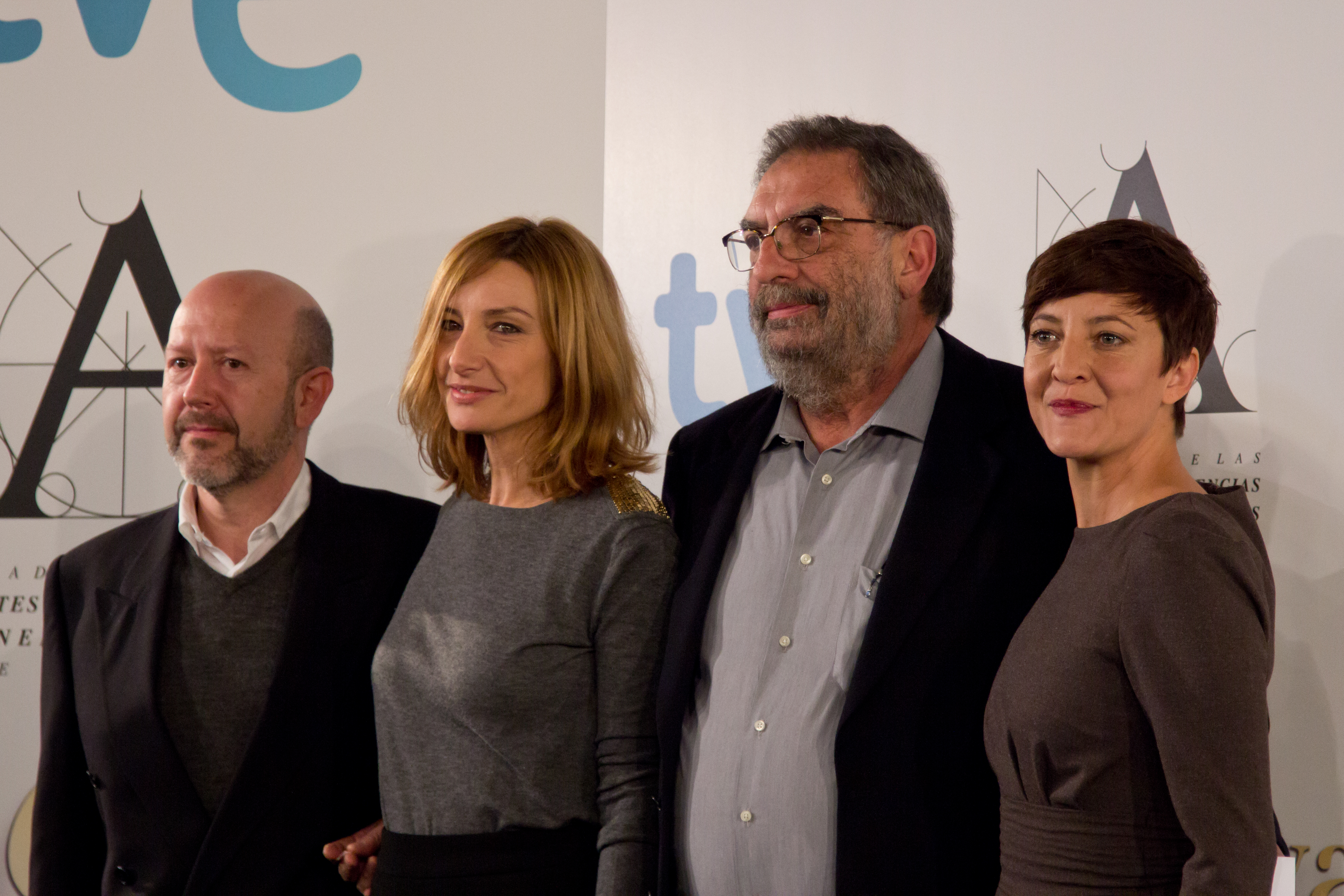
Presentació dels Goya 2013

## Presentació
La presentació de la XXVII cerimònia dels Premis Goya va tenir lloc el 19 de desembre de 2012 a la seu de l'Acadèmia de Cinema de Madrid. Van venir a l'acte Emilio Pina, productor executiu de la gala dels premis; Eva Cebrián, directora de l'Àrea de Cinema de TVE i Enrique González Macho, president de l'Acadèmia de Cinema d'Espanya. En aquest acte es va saber que Eva Hache seria la presentadora de la cerimònia.
També durant la presentació es van donar detalls i xifres sobre el lliurament dels premis: un total de cent vint pel·lícules espanyoles optaren als Premis Goya el 2013, dividides en setanta-nou de ficció, set d'animació i trenta-quatre documentals. A més a més, en la XXVII edició van participar cent llargmetratges europeus, tretze pel·lícules iberoamericanes, entre les quals per primer cop hi va haver projeccions portugueses i brasileres, i trenta curtmetratges. Els finalistes, anunciats el 8 de gener de 2013, van disputar un total de vint-i-vuit premis.
La cerimònia de lliurament de premis, la producció executiva de la qual estava a càrrec d'Emilio Pina, va ser dirigida per Manel Iglesias amb guió d'Edu Arroyo i de Cristina López.
El Goya d'Honor, anunciat amb anterioritat, és per a l'actriu Concha Velasco, qui va rebre'l el 28 de gener de 2013 als Teatres del Canal durant la festa que va reunir els finalistes i també el dia de la gala, el 17 de febrer de 2013.
La pel·lícula guanyadora de la nit fou Blancaneu de Pablo Berger, que aconseguí ser la més nominada de la nit amb 18 candidatures i la més guardonada amb 10 premis Goya, entre ells millor pel·lícula, actriu, actriu revelació, guió original i música. Posteriorment les pel·lícules més guardonades foren Grupo 7 d'Alberto Rodríguez amb 16 nominacions i 2 premis (millor actor de repartiment i revelació); i The Impossible de Juan Antonio Bayona que amb 14 nominacions aconseguí 5 premis, la majoria tècnics però on destaca el de millor director. La gran perdedora de la nit fou El artista y la modelo de Fernando Trueba, que amb 13 nominacions no aconseguí guanyar cap premi.

## Nominats i guanyadors
| Millor pel·lícula | Millor director |
| --- | --- |
| - Blancaneu - El artista y la modelo - Grupo 7 - The Impossible | - Juan Antonio Bayona per The Impossible - Pablo Berger per Blancaneu - Alberto Rodríguez per Grupo 7 - Fernando Trueba per El artista y la modelo |
| Millor actor | Millor actriu |
| - José Sacristán per El mort i ser feliç - Jean Rochefort per El artista y la modelo - Daniel Giménez Cacho per Blancaneu - Antonio de la Torre per Grupo 7 | - Maribel Verdú per Blancaneu - Penélope Cruz per Volver a nacer - Aida Folch per El artista y la modelo - Naomi Watts per The Impossible |
| Millor actor secundari | Millor actriu secundària |
| - Julián Villagrán per Grupo 7 - Ewan McGregor per The Impossible - Josep Maria Pou per Blancaneu - Antonio de la Torre per Invasor | - Candela Peña per Una pistola en cada mano - Chus Lampreave per El artista y la modelo - María León per Carmina o revienta - Ángela Molina per Blancaneu |
| Millor guió original | Millor guió adaptat |
| - Pablo Berger per Blancaneu - Fernando Trueba i Jean-Claude Carrière per El artista y la modelo - Alberto Rodríguez i Rafael Cobos per Grupo 7 - Sergio G. Sánchez per The Impossible | - Javier Barreira, Gorka Magallón, Ignacio del Moral, Jordi Gasull i Neil Landau per Les aventures de Tadeu Jones - Jorge Guerricaechevarría i Sergio G. Sánchez per Fin - Javier Gullón i Jorge Arenillas per Invasor - Ramón Salazar per Tengo ganas de ti - Manuel Rivas per Todo es silencio |
| Millor director novell | Millor direcció de producció |
| - Enrique Gato per Les aventures de Tadeu Jones - Paco León per Carmina o revienta - Isabel de Ocampo per Evelyn - Oriol Paulo per El cos | - Sandra Hermida Muñiz per The Impossible - Josep Amorós per Blancaneu - Angélica Huete per El artista y la modelo - Manuela Ocón per Grupo 7 |
| Millor actor revelació | Millor actriu revelació |
| - Joaquín Núñez per Grupo 7 - Emilio Gavira per Blancaneu - Tom Holland per The Impossible - Àlex Monner per Els nens salvatges | - Macarena García per Blancaneu - Carmina Barrios per Carmina o revienta - Estefanía de los Santos per Grupo 7 - Cati Solivellas per Els nens salvatges |
| Millor pel·lícula estrangera de parla hispana | Millor pel·lícula europea |
| - Juan de los muertos d'Alejandro Brugués ( Cuba) - Después de Lucía de Michel Franco ( Mèxic) - Infancia clandestina de Benjamín Ávila ( Argentina) - Siete cajas de Juan Carlos Maneglia i Tana Schémbori ( Paraguai)                                                                                     | - Intocable d'Olivier Nakache i Éric Toledano ( França) - De rovell i d'os de Jacques Audiard ( França) - A la casa de François Ozon ( França) - Shame de Steve McQueen ( Regne Unit) |
| Millor fotografia | Millor muntatge |
| - Kiko de la Rica per Blancaneu - Daniel Vilar per El artista y la modelo - Álex Catalán per Grupo 7 - Óscar Faura per The Impossible | - Elena Ruiz i Bernat Vilaplana per The Impossible - Fernando Franco per Blancaneu - Marta Velasco per El artista y la modelo - José M. G. Moyano per Grupo 7 - David Pinillos i Antonio Frutos per Invasor                                                                                      |
| Millor direcció artística | Millor vestuari |
| - Alain Bainée per Blancaneu - Pilar Revuelta per El artista y la modelo - Pepe Domínguez del Olmo per Grupo 7 - Eugenio Caballero per The Impossible | - Paco Delgado per Blancaneu - Lala Huete per El artista y la modelo - Fernando García per Grupo 7 - Vicente Ruiz per La banda Picasso |
| Millor so | Millor música original |
| - Peter Glossop, Marc Orts, Oriol Tarragó per The Impossible - Pierre Gamet, Nacho Royo-Villanova i Eduardo García Castro per El artista y la modelo - Daniel de Zayas Ramírez, Nacho Royo-Villanova i Pelayo Gutiérrez per Grupo 7 - Sergio Bürmann, Nicolás de Poulpiquet i James Muñoz per Invasor       | - Alfonso Vilallonga per Blancaneu - Julio de la Rosa per Grupo 7 - Álex Martínez i Zacarías M. de la Riva per Les aventures de Tadeu Jones - Fernando Velázquez per The Impossible |
| Millor maquillatge i perruqueria | Millors efectes especials |
| - Sylvie Imbert i Fermín Galán per Blancaneu - Sylvie Imbert i Noé Montes per El artista y la modelo - Yolanda Pina per Grupo 7 - Alessandro Bertolazzi, David Martí i Montse Ribé per The Impossible | - Pau Costa i Félix Bergés per The Impossible - Reyes Abades i Ferrán Piquer per Blancaneu - Juan Ventura per Grupo 7 - Reyes Abades i Isidro Jiménez per Invasor |
| Millor cançó original | Millor curt de ficció |
| - Pablo Berger i Chicuelo per Blancaneu (No te puedo encontrar) - Víctor M. Peinado, Pablo Cervantes i Pablo José Fernández per Els nens salvatges (Líneas paralelas) - Alfonso Albacete i Juan Bardem per La banda Picasso (L'as tu vue?) - Juan Magán per Les aventures de Tadeu Jones (Te voy a esperar) | - Aquel no era yo d'Esteban Crespo García - La boda de Marina Seresesky - Ojos que no ven de Natalia Mateo - Voice Over de Martin Rosete |
| Millor pel·lícula d'animació | Millor curt d'animació |
| - Les aventures de Tadeu Jones d'Enrique Gato - El cor del roure de Ricardo Ramón i Ángel Izquierdo - O Apóstolo de Fernando Cortizo - The wish fish de Gorka Vázquez i Iván Oneka | - El vendedor de humo de Manuel Suárez García - Alfred y Anna de Rodrigo Blaas - La mano de Nefertiti de Guillermo García Carsí - ¿Por qué desaparecieron los dinosaurios? de Maria del Mar Delgado i Esaú Dharma Vílchez                                                                        |
| Millor documental | Millor curt documental |
| - Hijos de las nubes, la última colonia d'Álvaro Longoria - Contra el tiempo de José Manuel Serrano Cueto - Los mundos sutiles d'Eduardo Chapero-Jackson - Mapa d'Elías León Siminiani | - A Story for the Modlins de Sergio Oksman - El violinista de Auschwitz de Carlos Hernando - Las viudas de Ifni de Pedro Palacios i Pacheco Iborra - Un cineasta en La Codorniz de Javier Rioyo                                                                                                  |
| Goya d'Honor | |
| Concha Velasco (actriu) | |